# Vektorpotential
En vektorpotential är ett begrepp inom matematikområdet vektoranalys. Ett vektorfält {\displaystyle \mathbf {F} } sägs ha vektorpotentialen {\displaystyle \mathbf {A} } om
{\displaystyle \mathbf {F} =\nabla \times \mathbf {A} }
där {\displaystyle \nabla } är nablaoperatorn, och {\displaystyle \nabla \times \mathbf {A} } är rotationen av {\displaystyle \mathbf {A} }.

## Existens
Att {\displaystyle \mathbf {F} } är ett solenoidalt vektorfält, det vill säga att fältet är divergentfritt och uppfyller {\displaystyle \nabla \cdot \mathbf {F} =0,} är ekvivalent med att ha {\displaystyle \mathbf {F} } har en vektorpotential.
Om {\displaystyle \mathbf {V} } är ett solenoidalt vektorfält som är två gånger kontinuerligt deriverbart och som minskar tillräckligt när {\displaystyle |x|\to \infty }, är
{\displaystyle \mathbf {A} (\mathbf {x} )={\frac {1}{4\pi }}\nabla \times \int _{\mathbb {R} ^{3}}{\frac {\mathbf {V} (\mathbf {y} )}{\left\|\mathbf {x} -\mathbf {y} \right\|}}\,d\mathbf {y} .}
en vektorpotential till {\displaystyle \mathbf {V} }.